# Antigonish
Antigonish is een plaats (town) in de Canadese provincie Nova Scotia en telt 4236 inwoners (2006). De oppervlakte bedraagt 5,15 km².
De plaats is de zetel van het rooms-katholieke bisdom Antigonish.

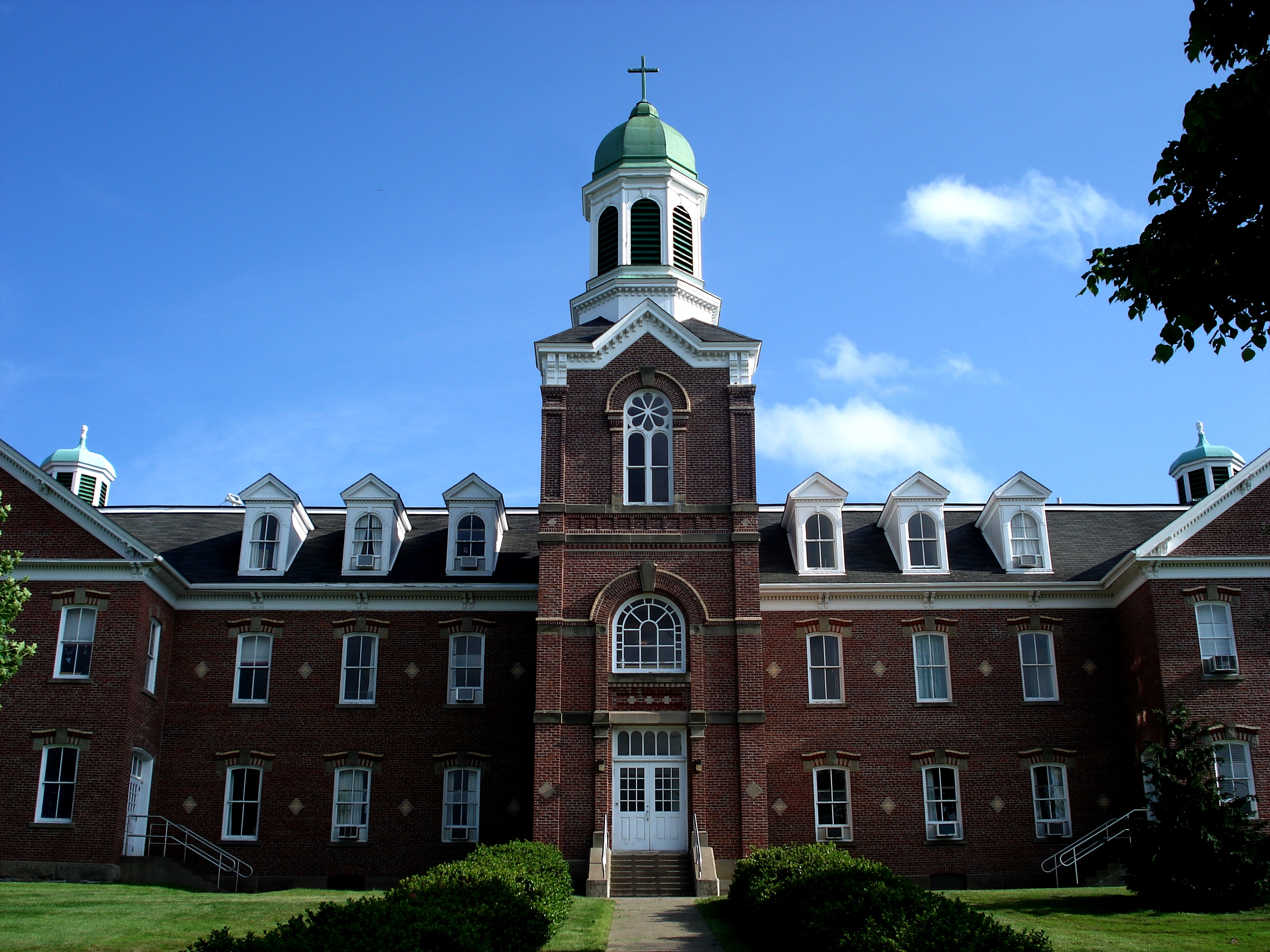
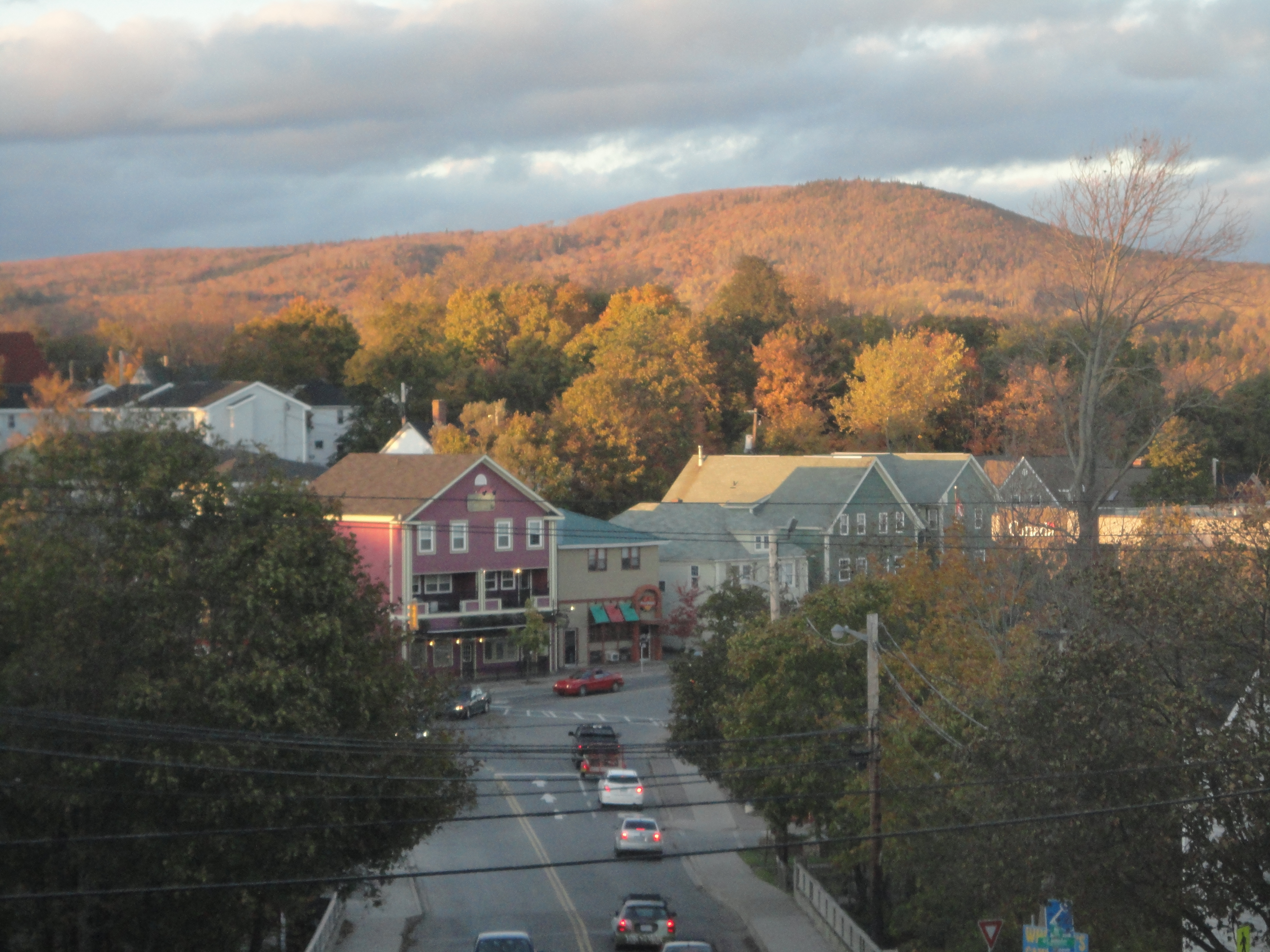
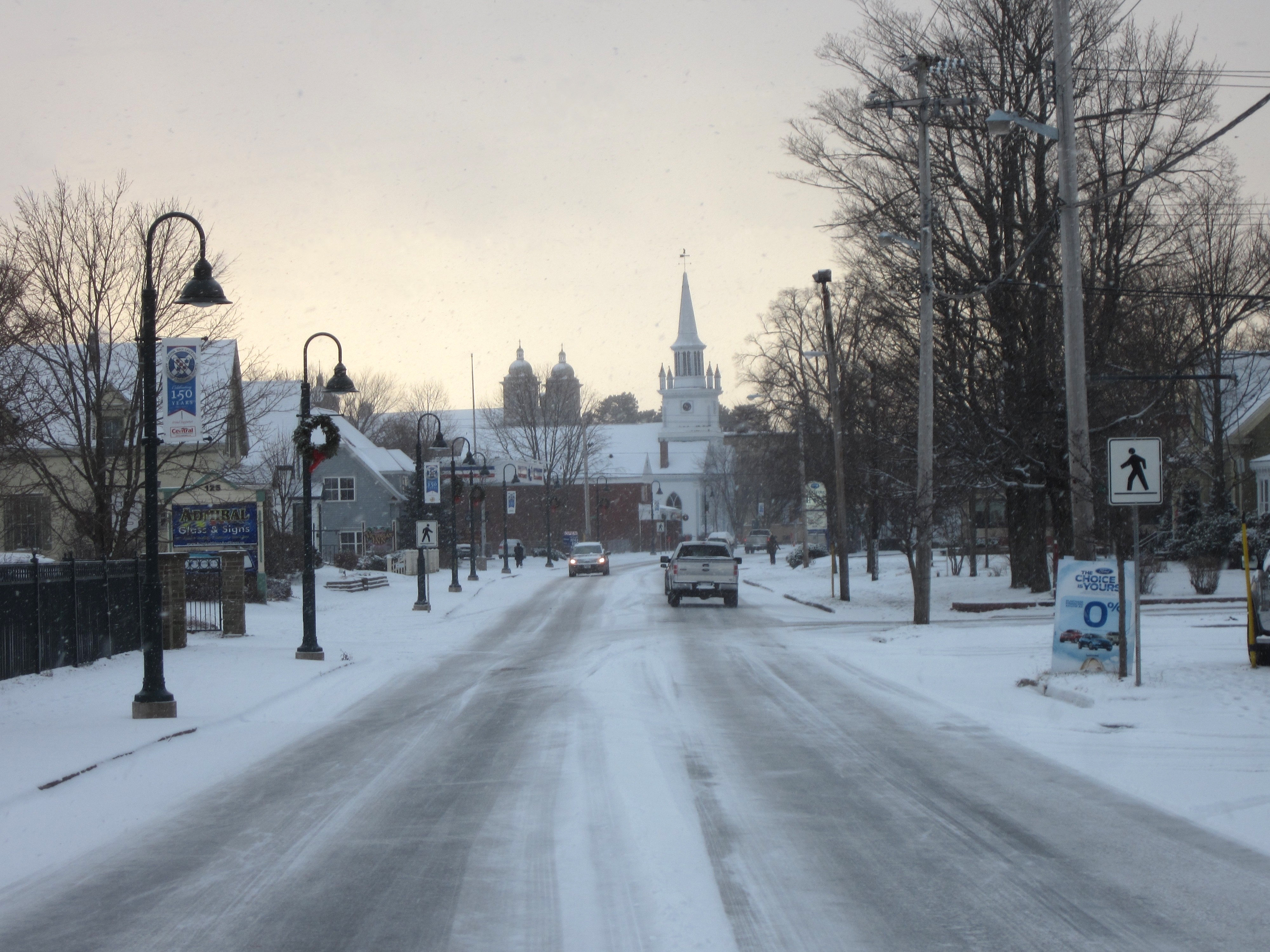
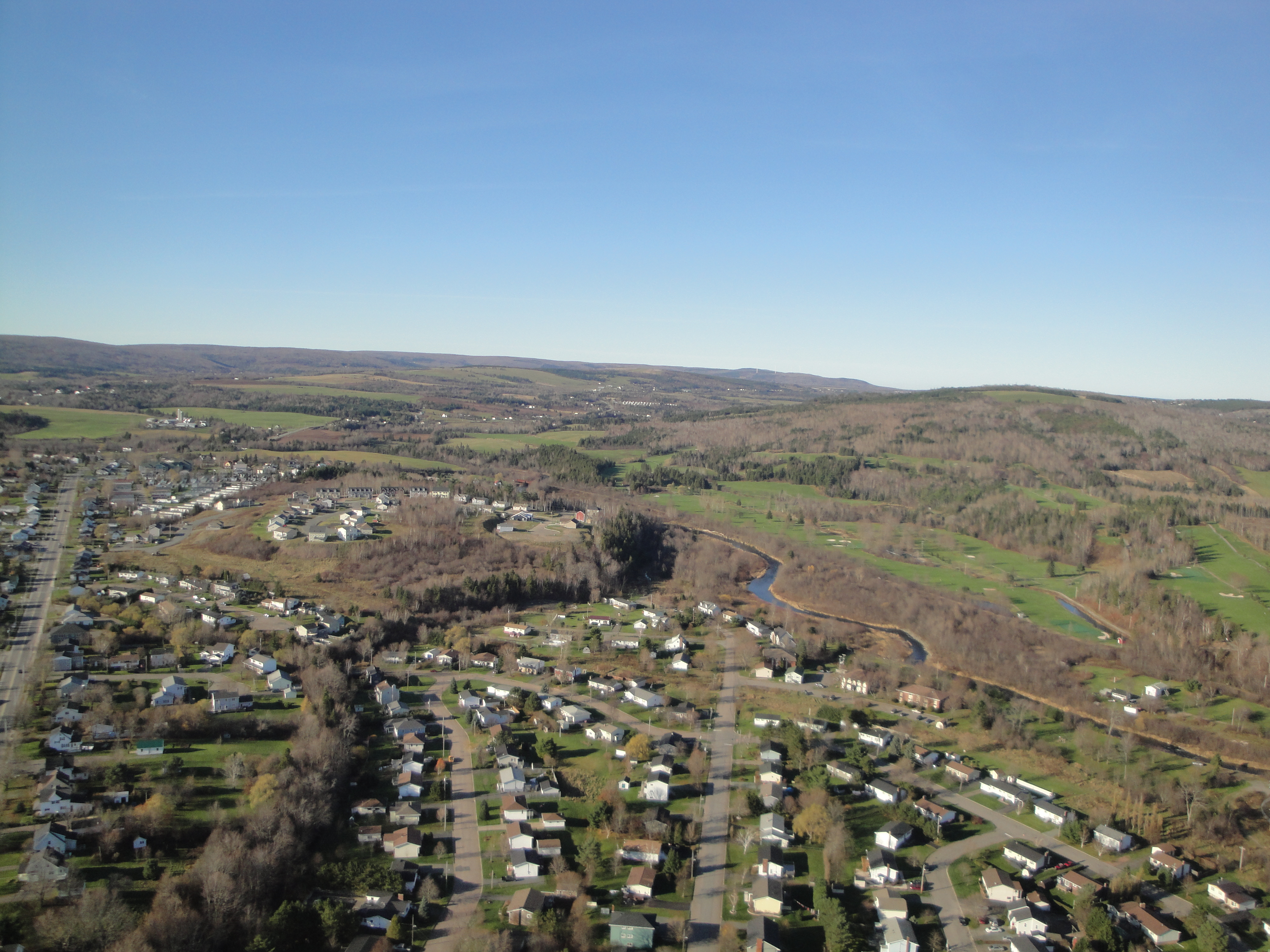
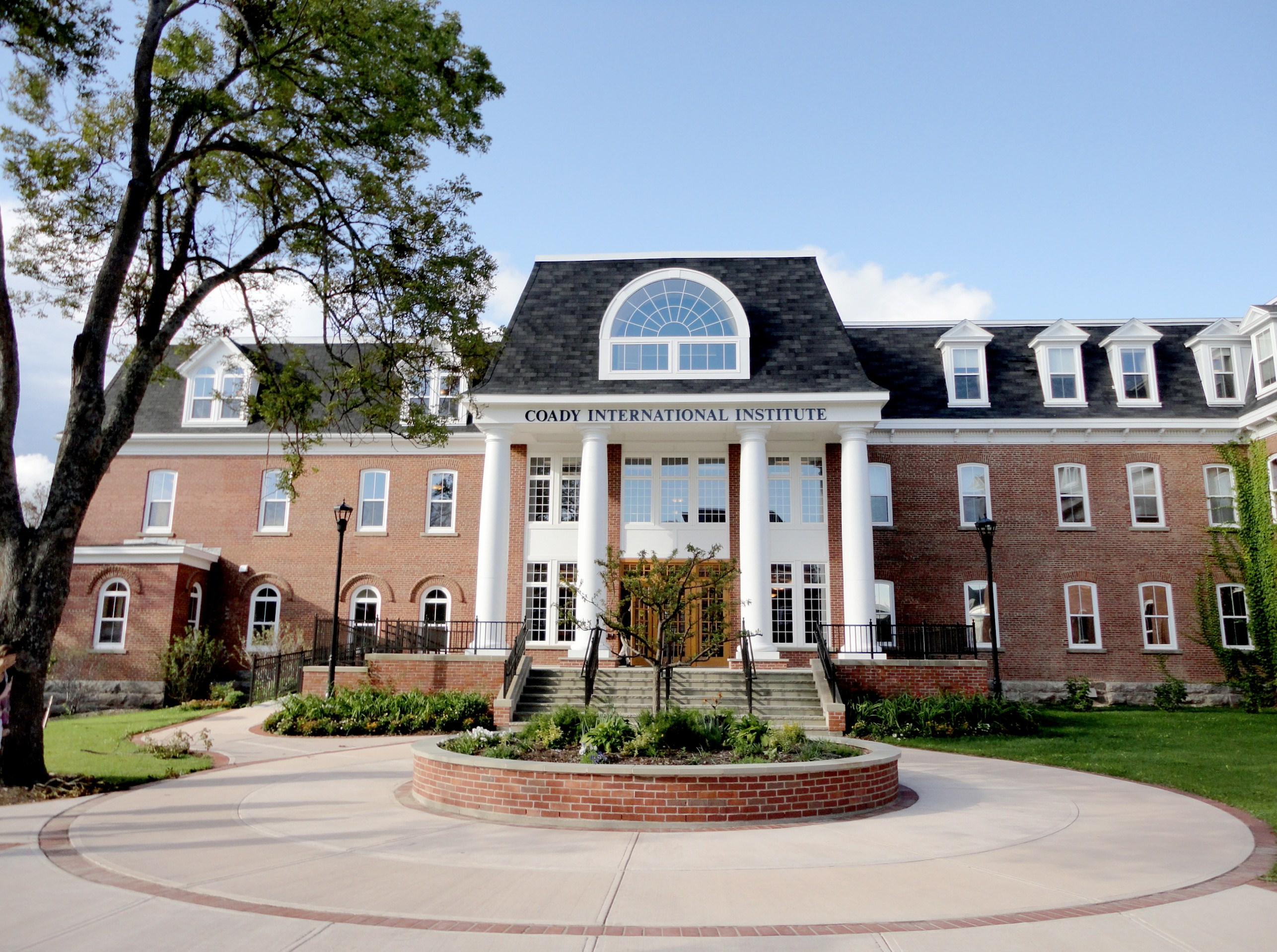
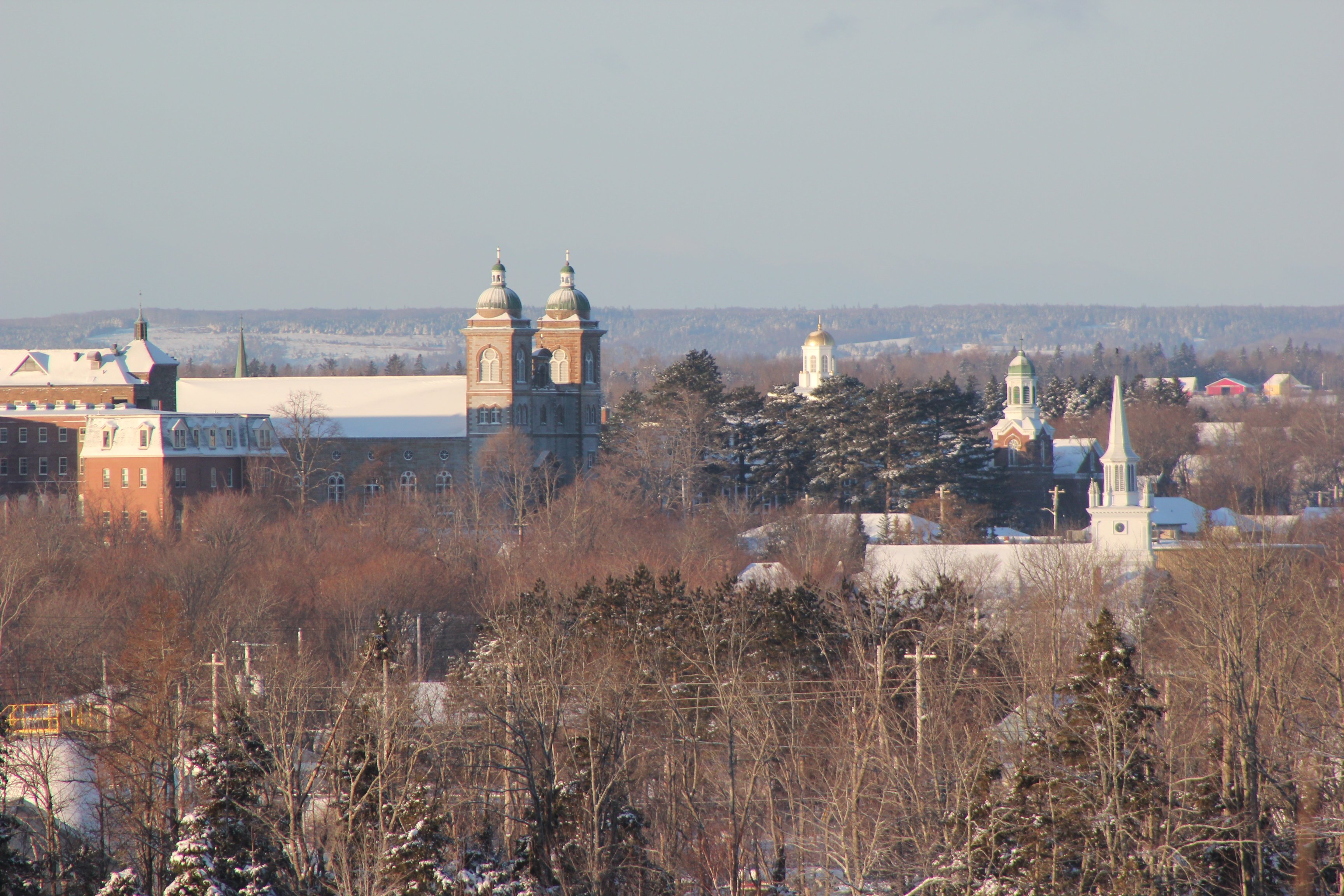

## Geboren
- Stephen McHattie (1947), acteur